# Scirtidae
Scirtidae là một họ bọ cánh cứng (Coleoptera).